# 旗竿芥属
旗竿芥属（学名：Turritis）是十字花科下的一个属，为二年生草本植物。该属仅有旗竿芥（Turritis glabra）一种，分布于欧洲、亚洲、北美及大洋洲。